# انیمیشن تندر یوز ایرانی
تندر نام یک مجموعه پویانمایی ایرانی در ژانر ماجراجویی و داستانی به کارگردانی مشترک محسن شکر طلب، محمد خیر اندیش، مهدی مؤلف و امیر حسین صالحی است که یوز پلنگی به نام تندر به همراه لاکی و دوستش تندک به سفر می‌رود تا پدر و مادرش را پیدا کند. این مجموعه اولین بار در مرداد ۱۳۹۷ از شبکه کودک و نوجوان پخش شد.

## دوبله
مدیر دوبلاژ این پروژه سعید شیخ‌زاده بوده و از صداپیشگانی چون مهوش افشاری جواد پزشکیان و  علی همت مومیوند و تورج نصر و مهسا عرفانی و فاطمه نیرومند و شوکت حجت استنفاده کرده‌است.

## شخصیت‌ها
- تندر
- مادر تندر
- رعنا
- تیزپا
- تندک
- لاکی
- گورا
- ریمن
- دانشمند

## پخش
این مجموعه به صورت ۲۲ دقیقه از صدا و سیما و یوتیوب و اینترنت پخش می‌شود.